# Misumessus blackwalli
Espèce
Misumessus blackwalli est une espèce d'araignées aranéomorphes de la famille des Thomisidae.

## Distribution
Cette espèce est endémique des Bermudes.

## Description
Le mâle holotype mesure 2,91 mm.

## Publication originale
- Edwards, 2017 : Revision of Misumessus (Thomisidae: Thomisinae: Misumenini), with observations on crab spider terminology. Journal of Arachnology, vol. 45, no 3, p. 296-323.